# Dołżyna
Dołżyna (niem. Neuhorst) – osada leśna w Polsce położona w województwie zachodniopomorskim, w powiecie choszczeńskim, w gminie Bierzwnik. W latach 1975–1998 miejscowość administracyjnie należała do województwa gorzowskiego. W roku 2007 leśniczówka liczyła 3 mieszkańców. Miejscowość wchodzi w skład sołectwa Zieleniewo.

## Geografia
Leśniczówka leży ok. 9 km na wschód od Zieleniewa, nad jeziorem Długie.